# Бец, Альберт
Альберт Бец (Бетц, нем. Albert Betz; 25 декабря 1885, Швайнфурт, Королевство Бавария — 16 апреля 1968, Гёттинген, Нижняя Саксония) — немецкий физик и пионер теории и технологии ветрогенераторов .

## Биография
В 1910 году он окончил Берлинский технический университет по специальности кораблестроение. В 1911 году Бец стал научным сотрудником аэродинамической лаборатории Гёттингенского университета, где в 1919 году он получил докторскую степень за работу над «гребными винтами с минимальными потерями энергии». В своей работе «Теоретический предел для наилучшего использования ветра ветряными двигателями», написанной в 1920 году, он определил максимальное значение коэффициента полезного действия ветрогенератора. Эта работа основывалась на предыдущих исследованиях Фредерика Ланчестера, где впервые были описаны явления подъёмной силы и сопротивления движению. Однако выводы, сделанные Бецем, были достаточно сложны. Закон принял общепонятную форму после упрощений, сделанных Людвигом Прандтлем.
Согласно закону Беца, независимо от конструкции ветряной турбины только 16/27 (или 59 %) кинетической энергии ветра можно преобразовать в механическую энергию. Книга Беца («Энергия ветра и её использование ветряными мельницами»), опубликованная в 1926 году, даёт хорошее представление о ветроэнергетике и ветровых турбинах того периода.
В 1926 году Альберт Бец стал профессором в Гёттингене. В 1936 году он сменил Людвига Прандтля на посту директора Аэродинамической лаборатории. Эту должность Альберт Бец занимал до 1956 года.
Во время Второй мировой войны он разработал стреловидное крыло для самолёта Messerschmidt, несколько других изобретений А. Беца использовались при создании военных самолётов
В начале 1945 года он руководил эвакуацией из Аэродинамической лаборатории компьютера Z4, но эта попытка оказалась неудачной
С 1947 по 1956 год возглавлял исследования по гидродинамике в Институте Макса Планка.
Приходился двоюродным дедом Альфреду Бецу из Филадельфии и племянником профессору анатомии из Киева Владимиру Алексеевичу Бецу, который открыл пирамидальный нейрон.
Бец умер в Гёттингене в возрасте 82 года.

## Признание
Именем Беца назван закон Беца, определяющий максимальный коэффициент полезного действия ветрогенератора.
Бец получил кольцо Людвига Прандтля, награду Немецкого общества аэронавтики и астронавтики (Deutsche Gesellschaft für Luft- und Raumfahrt) за выдающийся вклад в области аэрокосмической техники.
Бец был награждён медалью Карла Фридриха Гаусса в Академии наук Западной Германии в 1965 году.
В его честь названа улица в Мюнхене и Гамбурге . Дом, в котором он жил в Гёттингене, внесён в число городских памятников.

## Работы
- Das Maximum der theoretisch möglichen Ausnutzung des Windes durch Windmotoren. Zeitschrift für das gesamte Turbinenwesen, 20. September 1920
- Windenergie und ihre Ausnutzung durch Windmühlen. Vandenhoeck and Ruprecht, Göttingen 1926, heute erhältlich als unveränderter Nachdruck, Ökobuch, Staufen, ISBN 3-922964-11-7
- Konforme Abbildung. 1948, 1964
- Einführung in die Theorie der Strömungsmaschinen. Braun (1959)
- Hydro- und Aerodynamik. Verlag Chemie, 1953